# Sunny (Metal Gear)
Sunny (サニー?) è un personaggio della serie di videogiochi Metal Gear ideata da Hideo Kojima. Compare in due capitoli della saga, Metal Gear Solid 4: Guns of the Patriots e Metal Gear Rising: Revengeance, benché la sua storia sia introdotta già in Metal Gear Solid 2: Sons of Liberty.

## Storia e apparizioni
Sunny è la figlia di Olga Gurlukovich, che in Metal Gear Solid 2: Sons of Liberty (2001) tradisce i suoi vecchi compagni – ai quali pur era estremamente legata – perché ricattata dai Patriots, che hanno preso in ostaggio la sua bambina. Fingendosi complice di Solidus, ma collaborando invece con Raiden (per volontà dei Patriots) e con Solid Snake (all'insaputa dei Patriots), Olga cerca disperatamente di salvare sua figlia, che le è stata strappata al momento della nascita. Alla fine, però, Olga viene uccisa, lasciando a Solid Snake e a Raiden l'impegno morale di liberare la sua bambina.
In Metal Gear Solid 4: Guns of the Patriots (2008) Sunny è costantemente presente – insieme ad Hal "Otacon" Emmerich, divenuto suo tutore e da lei chiamato «zio Hal» – sull'aereo che trasporta Solid Snake da una missione all'altra, e sul quale Sunny cucina abitualmente delle uova. Nel corso del gioco si apprende che Raiden, grazie anche alla collaborazione di Big Mama, è riuscito a trovarla e a liberarla dalle grinfie dei Patriots dopo gli eventi di Metal Gear Solid 2. Sunny vive ora serena, ma isolata dal mondo, essendo una bambina prodigio che non ha altri interessi al di fuori della rete. Ella aiuta Otacon in difficili operazioni al computer – dando anche vita insieme a lui a diverse invenzioni, come il piccolo Metal Gear Mk. II – e successivamente aiuta la dottoressa Naomi Hunter a trovare un modo per distruggere definitivamente i Patriots grazie ad un virus informatico, il FOXALIVE, creato proprio da Sunny partendo dal virus analogo che Emma Emmerich aveva creato in Metal Gear Solid 2.
In Metal Gear Rising: Revengeance (2013), ambientato quattro anni dopo Guns of the Patriots, Sunny è diventata una ragazza espansiva e realmente "solare", che assume un ruolo fondamentale nell'ultima missione del gioco, mettendo a disposizione di Raiden le attrezzature spaziali da lei progettate per raggiungere in poche ore l'altro capo del globo. Compare anche nel DLC con protagonista Blade Wolf, dove questi, che ora vive con Sunny, le racconta il suo passato.